# Microcontrôleur

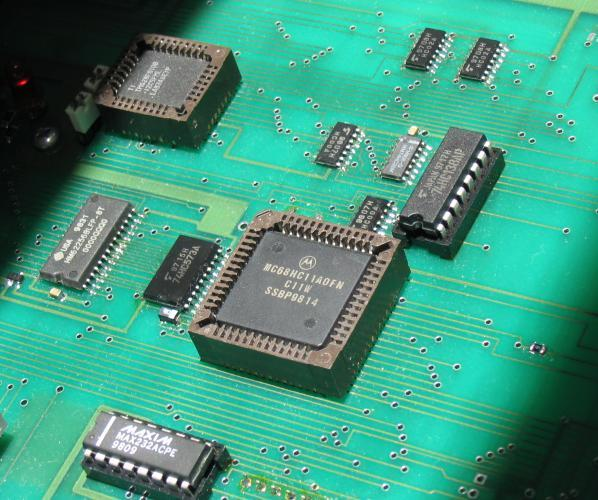
Le Motorola 68HC11, ici en boîtier PLCC, est un microcontrôleur réputé.

Un microcontrôleur (en notation abrégée µc, ou uc ou encore MCU en anglais) est un circuit intégré qui rassemble les éléments essentiels d'un ordinateur : processeur, mémoires (mémoire morte et mémoire vive), unités périphériques et interfaces d'entrées-sorties. Les microcontrôleurs se caractérisent par un plus haut degré d'intégration, une plus faible consommation électrique, une vitesse de fonctionnement plus faible (de quelques mégahertz jusqu'à plus d'un gigahertz) et un coût réduit par rapport aux microprocesseurs polyvalents utilisés dans les ordinateurs personnels.
Par rapport à des systèmes électroniques à base de microprocesseurs et autres composants séparés, les microcontrôleurs permettent de diminuer la taille, la consommation électrique et le coût des produits. Ils ont ainsi permis de démocratiser l'utilisation de l'informatique dans un grand nombre de produits et de procédés.
Les microcontrôleurs sont fréquemment utilisés dans les systèmes embarqués, comme les contrôleurs des moteurs automobiles, les télécommandes, les appareils de bureau, l'électroménager, les jouets, la téléphonie mobile, etc.

## Introduction: le domaine visé, les systèmes embarqués
La plus grande partie des systèmes électroniques complexes utilisés de nos jours sont des systèmes embarqués : téléphones mobiles, horloges, baladeurs, récepteurs GPS, électroménager, automobile, transport aérien/maritime/fluvial. Les systèmes embarqués se démarquent des systèmes informatiques traditionnels selon plusieurs aspects :
- Ils sont soumis à des contraintes de taille (intégration), de consommation électrique (autonomie) et de coût importants (grande série) ;
- Ils sont en général affectés à une tâche bien précise. La taille des programmes et la quantité de mémoire (vive et morte), dont ils disposent, sont modestes (face à un micro-ordinateur) ;
- Ils doivent communiquer avec des dispositifs d'entrées-sorties (IO) : boutons, relais, résistances variables, optocoupleurs, moteurs électriques, LED, circuits intégrés logiques, etc. ;
- Ils n'ont parfois aucun dispositif d'interface homme-machine : ni clavier, ni écran, ni disque, ni imprimante, etc. Par exemple, le contrôleur d'injection de carburant du moteur d'une automobile est totalement invisible pour le conducteur.

## Du microprocesseur au microcontrôleur
Le processeur est l'élément central d'un système informatique : il interprète les instructions et traite les données d'un programme. Il a besoin de certains éléments externes pour fonctionner :
- une horloge pour le cadencer (en général à quartz ou Boucle à verrouillage de phase (PLL : Phase-Locked Loop)) ;
- de la mémoire pour stocker les variables durant l’exécution du programme (mémoire vive RAM) et le programme d’une mise sous tension à l’autre (mémoire morte ROM). Si l'on conçoit un système affecté à une tâche bien particulière (ce qui est généralement le cas des systèmes embarqués), le programme n'est pas amené à changer. Il peut donc être stocké dans une mémoire morte (ROM) ;
- des périphériques (pour interagir avec le monde extérieur).

Ces éléments sont reliés par 3 bus :
- le bus d'adresse qui permet au microprocesseur de sélectionner la case mémoire ou le périphérique auquel il veut accéder pour lire ou écrire une information (instruction ou donnée) ;
- le bus de données qui permet le transfert des informations entre les différents éléments ; ces informations seront soit des instructions, soit des données en provenance ou à destination de la mémoire ou des périphériques ;
- le bus de contrôle qui indique si l'opération en cours est une lecture ou une écriture, si un périphérique demande une interruption pour faire remonter une information au processeur, etc.

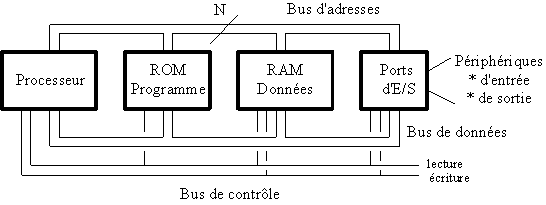
Structure d'un système à microprocesseur

Traditionnellement, ces composants sont intégrés dans des circuits distincts. Le développement d'un tel système à base de microprocesseur se trouve donc pénalisé par (liste non exhaustive) :
- la nécessité de prévoir l'interconnexion de ces composants (bus, câblage, nappes de connexion) ;
- la place occupée physiquement par les composants et les moyens d'interconnexion ;
- la consommation énergétique ;
- la chaleur dégagée ;
- le coût financier.

Les microcontrôleurs améliorent l'intégration et le coût (lié à la conception et à la réalisation) d'un système à base de microprocesseur en rassemblant ces éléments essentiels dans un seul circuit intégré. Un microcontrôleur est donc un composant autonome, capable d'exécuter le programme contenu dans sa mémoire morte dès qu'il est mis sous tension. Selon les modèles et les conditions de fonctionnement, les microcontrôleurs peuvent avoir besoin de quelques composants externes (quartz, quelques condensateurs, parfois une ROM), mais ceci reste très limité.
Lorsque toutes les fonctions du système informatique sont regroupées dans un unique circuit intégré, y compris les fonctions logiques, analogiques, radiofréquence, d'interface (USB, Ethernet, etc.), on parle alors de SoC (System on Chip ou système sur puce ou système mono-puce). Ces composants sont basés sur un ou plusieurs cœurs de microcontrôleur, microprocesseur, processeur graphique, DSP, contrôleur de périphériques, etc.

## Composants intégrés

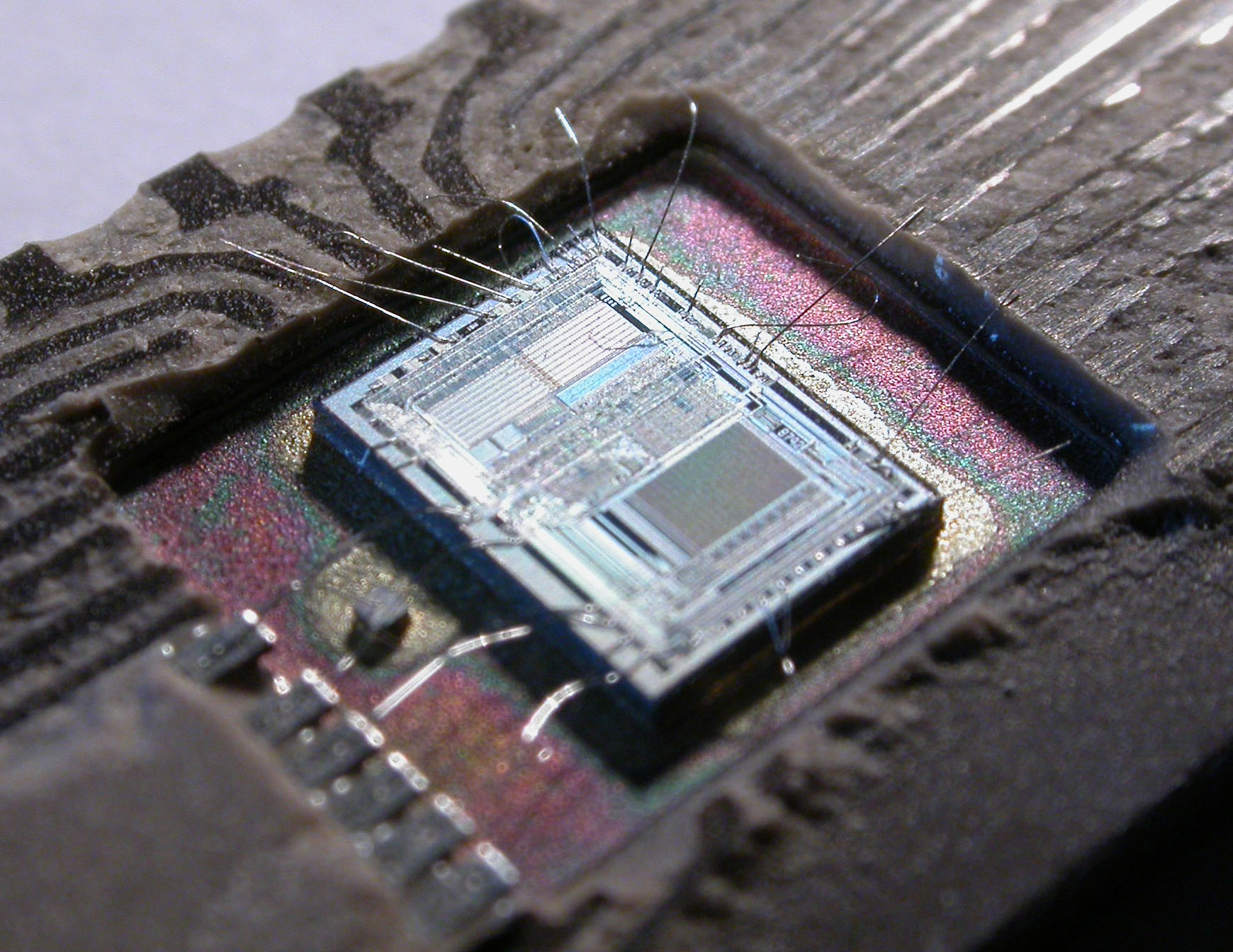
Le circuit intégré d'un Intel 8742, un microcontrôleur 8 bits qui comprend un processeur cadencé à 12 MHz, 128 octets de mémoire vive, une EPROM de 2048 bits, et des entrées-sorties sur une unique puce.

Un microcontrôleur intègre sur un unique die : 
- un processeur (CPU), avec une largeur du chemin de données allant de 4 bits pour les modèles les plus basiques à 32 ou 64 bits pour les modèles les plus évolués ;
- de la mémoire vive (RAM) pour stocker les données et variables ;
- de la mémoire morte (ROM) pour stocker le programme. Différentes techniques peuvent être employées : EPROM, EEPROM, mémoire flash (la plus récente) ;
- souvent un oscillateur pour le cadencement. Il peut être réalisé avec un quartz, un circuit LC ou encore une PLL ;
- des périphériques, capables d'effectuer des tâches spécifiques. On peut mentionner entre autres :
  - les convertisseurs analogiques-numériques (CAN) (donnent un nombre binaire à partir d'une tension électrique),
  - les convertisseurs numériques-analogiques (CNA) (effectuent l'opération inverse),
  - les générateurs de signaux à modulation de largeur d'impulsion (MLI, ou en anglais, PWM pour Pulse Width Modulation),
  - les timers/compteurs (compteurs d'impulsions d'horloge interne ou d'événements externes),
  - les chiens de garde (watchdog),
  - les comparateurs (comparent deux tensions électriques),
  - les contrôleurs de bus de communication (UART, I2C, SSP, CAN, FlexRay, USB, etc.).

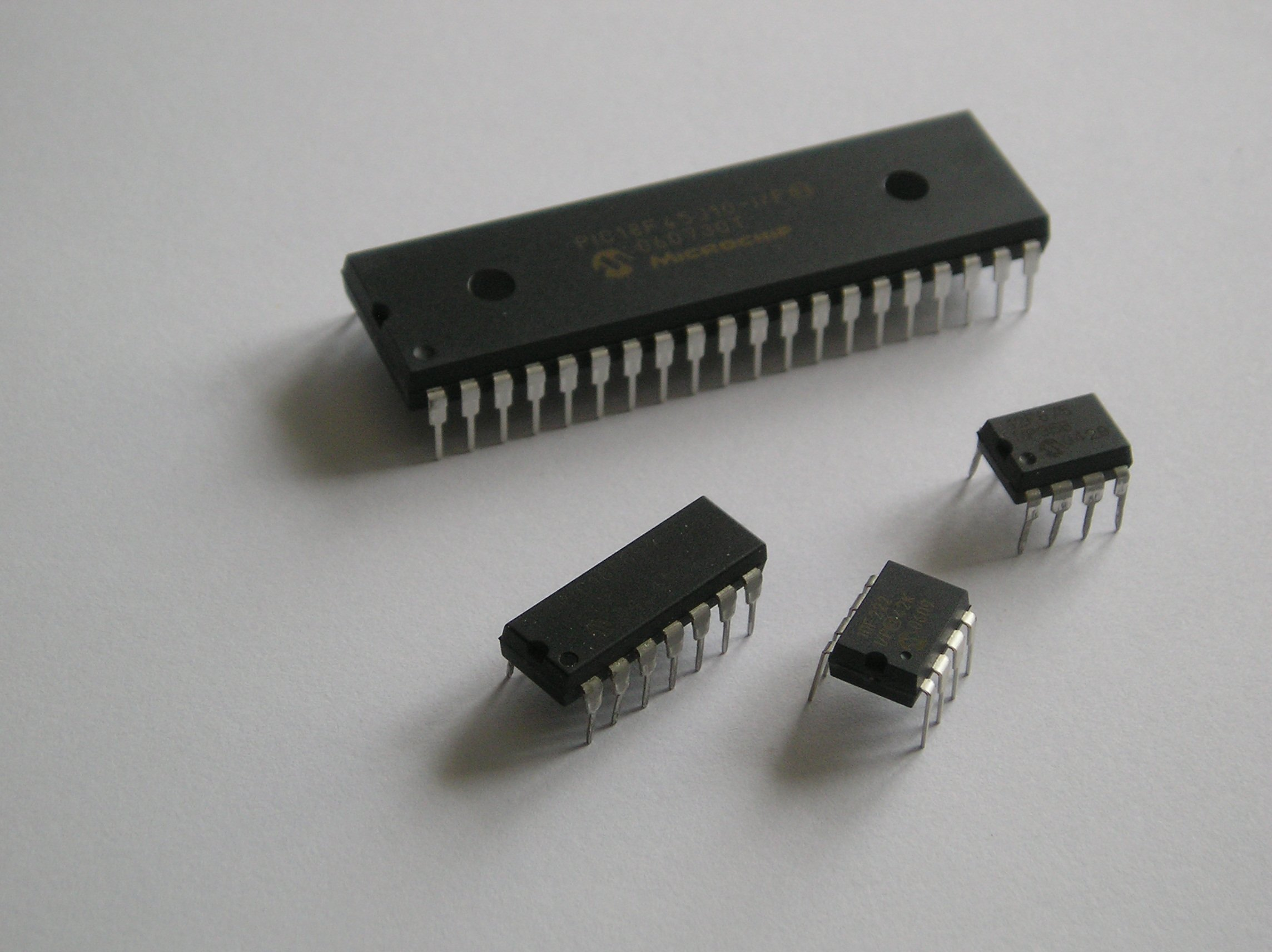
Ces PIC (microcontrôleurs de la marque Microchip) intègrent des quantités de composants très différentes.

Le fonctionnement des périphériques peut être paramétré et commandé par le programme et/ou les entrées-sorties. Les périphériques peuvent générer une interruption qui contraint le processeur à quitter le programme en cours pour effectuer une routine de traitement de l’interruption, lorsque l’événement qui la déclenche survient.
Les microcontrôleurs peuvent généralement se placer dans un état de sommeil, dans lequel ils présentent une très faible consommation électrique. Un signal envoyé par l'un de leurs périphériques (timer, broche d'entrée-sortie, watchdog, etc.) permet de les faire sortir de cet état de sommeil.
Certains microcontrôleurs ont un nombre très restreint de broches, si bien qu'une broche donnée peut correspondre à plusieurs périphériques internes. La fonction choisie doit alors être sélectionnée par logiciel.
Le choix des périphériques à intégrer dans un microcontrôleur est délicat. Les fabricants doivent réaliser un compromis entre des besoins contradictoires : utiliser des fréquences élevées, réduire la taille du circuit, apporter des fonctionnalités nombreuses, élaborer une architecture flexible, assurer des coûts modérés, etc.

## Architecture
Un microcontrôleur peut effectuer la plupart des instructions machine habituelles, avec certaines restrictions liées à son caractère embarqué (taille restreinte des mots machine, petite taille disponible, etc.). On note cependant quelques particularités.
Les capacités mathématiques sont en général particulièrement limitées, réduites à des additions, soustractions et décalages sur des octets pour les plus simples d'entre eux. Les calculs mathématiques évolués doivent donc être ramenés à une succession d'opérations simples portant seulement sur des octets. Des routines mathématiques (petits programmes permettant de réaliser les calculs complexes) ont été développées pour la plupart des microcontrôleurs populaires.
Les instructions d'entrée-sortie sont bien développées, de façon à pouvoir :
- lire l'état d'un port d'entrée ;
- écrire une information dans le registre d'un port de sortie, qui maintient l'information à la disposition des circuits extérieurs.

Les microcontrôleurs disposent généralement de nombreuses instructions destinées aux opérations sur les bits, de façon à rendre les programmes plus compacts, notamment lorsqu'ils agissent sur une entrée-sortie donnée. Ainsi, un processeur généraliste peut avoir besoin de plusieurs instructions pour tester la valeur d'un bit d'un registre et effectuer un saut si le bit vaut vrai. Cette fonction courante est assurée par une seule instruction dans certains microcontrôleurs.
Les modes d'adressage utilisables sont en général semblables à ceux des autres processeurs.
De façon générale, les instructions et modes d'adressage disponibles varient fort selon les familles de microcontrôleurs.
Certains microcontrôleurs suivent une architecture Harvard : ils possèdent des bus séparés pour la mémoire de programme et la mémoire de données, ce qui permet aux accès d'avoir lieu en même temps (on parle d'accès concurrent). Lorsqu'on utilise une architecture Harvard, les mots de programme peuvent avoir une largeur (nombre de bits) différente de celle des mots de la mémoire de données et des registres. Par exemple, il peut y avoir des instructions de 12 bits et des registres de données de 8 bits.

## Utilisations et volume du marché
Les microcontrôleurs sont très utilisés dans tous les systèmes embarqués évoqués en introduction. Ils sont également très prisés en robotique amateur (robots autonomes) et en modélisme (automatismes des maquettes de réseaux ferroviaires par exemple).
Les microcontrôleurs représentent la plus grosse partie des ventes dans le marché des microprocesseurs[réf. nécessaire]. En effet, un foyer moyen d'un pays développé est susceptible d'être équipé de seulement un ou deux microprocesseurs généralistes (ordinateurs), mais d'une ou deux douzaines de microcontrôleurs (appareils électroménagers). Une automobile de milieu de gamme est équipée d'au moins 50 microcontrôleurs[réf. nécessaire].

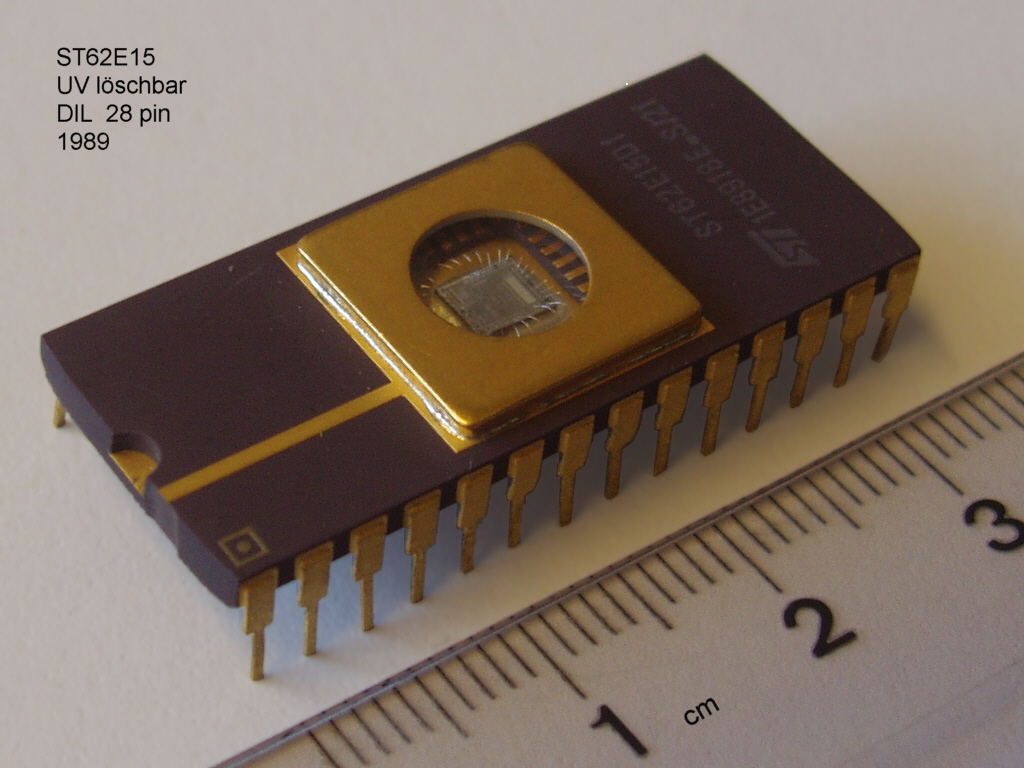
Microcontrôleur ST6 équipé d'une mémoire EPROM effaçable aux UV.

Les fabricants proposent souvent des versions spéciales de leurs microcontrôleurs pour faciliter le développement matériel et logiciel des applications. Par exemple, lorsque les mémoires mortes utilisées étaient des EPROM, il existait des variantes des microcontrôleurs équipées de fenêtres sur le dessus, qui permettaient d'effacer le programme grâce à de la lumière ultraviolette. Ceci permettait de recommencer une programmation après un cycle programmation-test.
Pour de petites séries (quelques milliers d'unités ou moins), les microcontrôleurs programmables une seule fois (OTP, one-time programmable) sont économiques. Ils sont basés sur la même puce que la version UV-EPROM, se programment avec le même matériel, mais le boîtier n'est pas équipé de la fenêtre qui permet l'effacement (et qui est onéreuse).
Il peut exister des versions de microcontrôleurs dépourvus de mémoire morte interne. La mémoire morte est alors située dans un boîtier extérieur, par exemple une EPROM. Il suffit alors d'un simple programmateur d'EPROM pour réaliser la programmation, mais des broches du microcontrôleur sont requises pour la communication avec la mémoire externe, et ne peuvent donc pas être utilisées pour les entrées-sorties. Ces versions sont plus coûteuses, mais peuvent se révéler intéressantes si les quantités visées sont faibles.
Plus rarement, on rencontre une variante de l'approche précédente, le piggy back. Le microcontrôleur ne dispose pas non plus de mémoire morte interne, mais la communication avec l’EPROM se fait non pas par des broches d'entrée-sortie, mais par des broches spéciales situées sur le dessus du boîtier. L’EPROM se fixe alors au-dessus du microcontrôleur, et ne monopolise pas de port d'entrée-sortie. Ces versions sont souvent onéreuses et peu pratiques, sauf pour les phases de développement et les très petites séries.
Le recours à la programmation sur place, dans le circuit applicatif, permet de mettre à jour le programme après la fabrication du produit. On parle alors de flashage. Cette opération peut être effectuée via un programme situé en ROM, ou passer par l'utilisation d'un connecteur physique particulier. Dans tous les cas, on évite ainsi un retour en usine pour effectuer la mise à jour.
Lorsqu'il s'agit de produire de plus grandes séries (plusieurs milliers et plus), le coût de réalisation d'un masque pour la fabrication de mémoire morte non programmable est facilement amorti sur tous les exemplaires produits. On peut alors fixer le contenu de la mémoire morte lors de la réalisation du circuit intégré, et non plus lors du montage du produit. Cependant, ces mémoires présentent l'inconvénient de ne pouvoir être mises à jour. Si l'on envisage néanmoins de telles mises à jour, on peut prévoir de monter le microcontrôleur sur un support, ce qui permet de le faire remplacer par un technicien en cas de nécessité.

## Environnements de programmation
Le programme d'un microcontrôleur est généralement appelé micrologiciel.
À l'origine, les microcontrôleurs se programmaient en assembleur.
Fortement bas niveau (et donc, intrinsèquement optimisé), l'assembleur posa et pose toujours d'énormes problèmes pour la maintenance et l'évolution des logiciels embarqués.
Désormais, on utilise de plus en plus des langages de haut niveau, notamment le langage C, capable de faciliter la programmation de microcontrôleurs toujours plus puissants. Ces compilateurs C présentent généralement certaines restrictions liées aux spécificités des microcontrôleurs (mémoire limitée, par exemple). Le compilateur GCC peut produire du code pour certains microcontrôleurs. Avec l’augmentation de la puissance et de la quantité de mémoire de stockage (FLASH) disponible dans les microcontrôleurs, les programmes de ces derniers peuvent désormais être écrits en  C++. Il existe même des frameworks et plateformes en C++ destinés à l’embarqué, comme Qtopia, mais l'utilisation de ceux-ci restera limitée aux microcontrôleurs les plus puissants.
Certains microcontrôleurs disposent également de firmware réalisant l'interprétation d'un langage évolué. Ainsi, l’Intel 8052 et le Zilog Z8 ont pu être programmés en BASIC dès leurs débuts. Plus récemment, le BASIC Stamp dispose d'un interprète BASIC en mémoire morte.
Il existe des environnements pour aider au développement de certaines applications. Par exemple, LabVIEW et son langage G permettent de programmer les microcontrôleurs Blackfin d'Analog Devices.
Des simulateurs sont disponibles pour certains microcontrôleurs, comme l'environnement MPLAB de Microchip. Les développeurs peuvent ainsi analyser le comportement du microcontrôleur et du programme, comme s'il s'agissait du composant réel. Un simulateur montre l'état interne du processeur, ainsi que celui de ses sorties. Bien que la plupart des simulateurs ne proposent pas de simuler les autres composants d'un système, ils permettent de spécifier les entrées à volonté. On peut de cette façon créer des conditions qui seraient sans cela difficiles à reproduire dans une implémentation physique. Cela facilite donc l'analyse et la résolution des problèmes. De la même façon, certains logiciels de CAO simulent le comportement du microcontrôleur et des composants qui l'entourent. On peut ainsi afficher les états des entrées et sorties des différents composants au cours de l'exécution d'un programme.

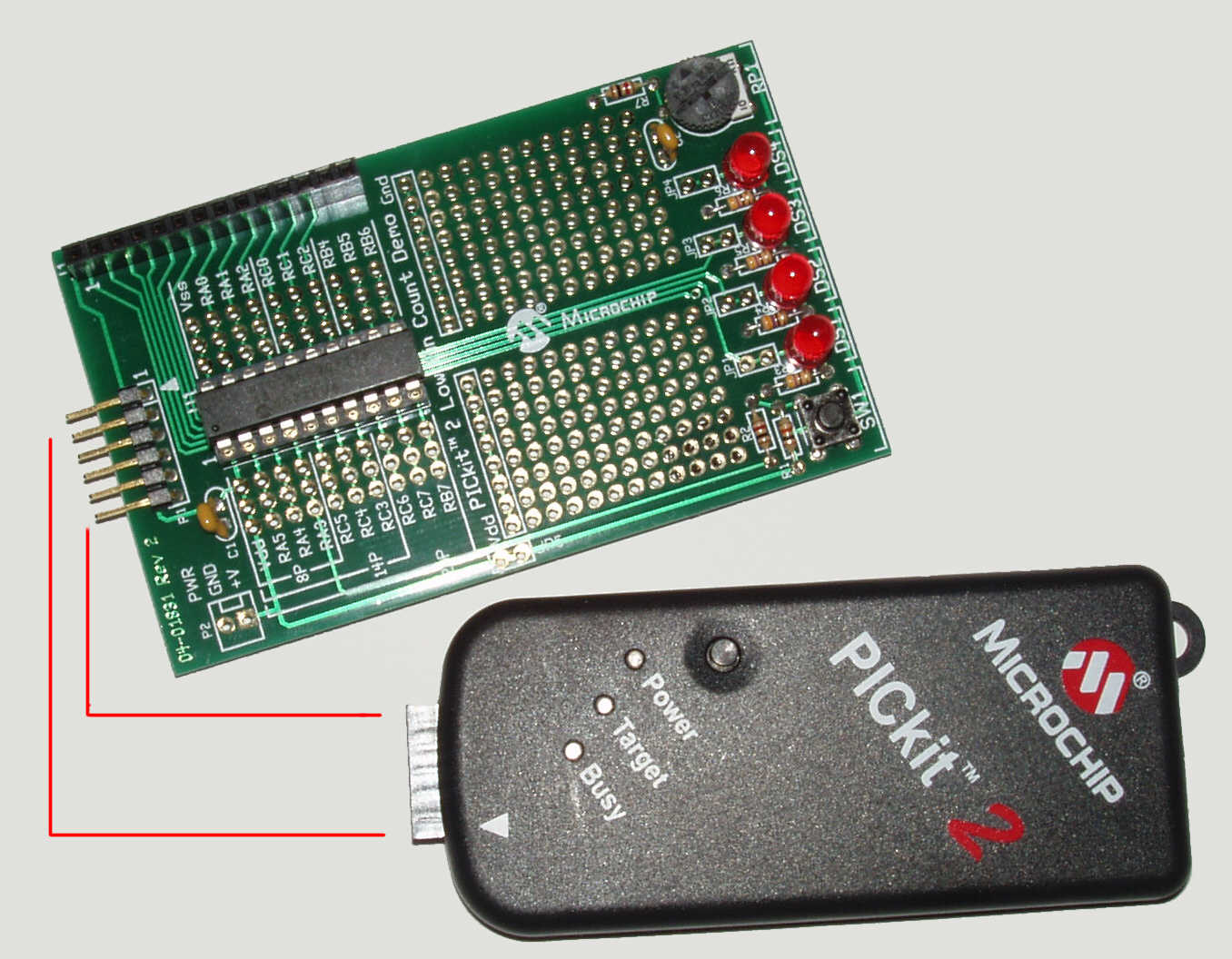
Programmateur de microcontrôleur PIC.

Une fois le programme compilé, le fichier binaire doit être envoyé au microcontrôleur.
On utilise soit :
- un programmateur, pour microcontrôleurs et souvent également d’EEPROM. On parle alors de programmateur universel.
- un programmateur ISP qui a l'avantage de ne pas nécessiter de sortir le microcontrôleur du système électronique complet. Ce type de programmation pourra se faire via le bus de communication standard JTAG ou un autre bus, souvent propriétaire (Microchip par ex. avec sa série PIC16F) et, malheureusement, inadapté au test des cartes lors de la phase de production.

Toutefois, le programme qui a été envoyé peut comporter des bogues (bugs), aussi, pour parvenir à les détecter on peut utiliser un émulateur in-circuit.
Le projet μCLinux vise à faire fonctionner Linux sur des microcontrôleurs et des microprocesseurs dépourvus de MMU. Il est par exemple disponible sur Motorola ColdFire, Blackfin, Intel i960, Motorola QUICC, ARM7TDMI, NEC V850.

## Familles de microcontrôleurs
- la famille Atmel AT91 ;
- les familles ARM Cortex-M et ARM Cortex-R
- la famille Atmel AVR (utilisée par des cartes Wiring et Arduino) ;
- le C167 de Siemens/Infineon ;
- la famille des Infineon AURIX TC3x, Infineon AURIX TC2x, Infineon TriCore TC1x, Infineon XMC, XC2000 de Infineon Technologies ;
- la famille Hitachi H8 ;
- la famille Intel 8051, qui ne cesse de grandir ; de plus, certains processeurs récents utilisent un cœur 8051, qui est complété par divers périphériques (ports d’E/S, compteurs/temporisateurs, convertisseurs A/N et N/A, chien de garde, superviseur de tension, etc.) ;
- l’Intel 8085, à l'origine conçu pour être un microprocesseur, a en pratique souvent été utilisé en tant que microcontrôleur ;
- le Freescale 68HC11 ;
- la famille Freescale 68HC08 ;
- la famille Freescale 68HC12 ;
- la famille Freescale Qorivva MPC5XXX ;
- la famille des PIC de Microchip ;
- la famille des dsPIC de Microchip ;
- la famille ADuC d'Analog Devices ;
- la famille PICBASIC de Comfile Technology;
- la famille MSP430 de Texas Instruments ;
- la famille 8080, dont les héritiers sont le microprocesseur Zilog Z80 (désormais utilisé en tant que contrôleur dans l'embarqué) et le microcontrôleur Rabbit ;
- la famille PSoC de Cypress Semiconductor ;
- la famille LPC21xx ARM7TDMI de Philips ;
- la famille V800 de NEC ;
- la famille K0 de NEC;
- la famille des ST6, ST7, ST10, STR7, STR9, de STMicroelectronics ;
- la famille STM32 de STMicroelectronics;
- la famille STM8 de STMicroelectronics.